# Heinrich Hössli
Heinrich Hössli (Glaris, 6 de agosto de 1784 - Winterthur,  24 de diciembre de 1864) fue un escritor suizo, considerado el primer verdadero militante del movimiento de liberación homosexual, cuyo surgimiento se hace remontar simbólicamente a la publicación de su obra Eros (1836), una defensa del amor entre hombres. 

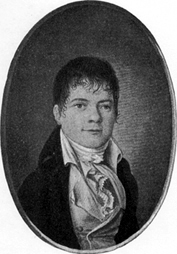
Heinrich Hössli en su juventud. Miniatura de comienzos del XIX.

## Vida
Nacido en las postrimerías del siglo XVIII, en Suiza, Heinrich Hössli era un simple modista de Glaris, una pequeña ciudad junto al río Linth, capital del cantón homónimo, a treinta kilómetros de Liechtenstein, donde la industria textil era pujante. Hössli no fue a la escuela, y durante toda su vida lamentó la falta de una instrucción que sin duda le habría resultado provechosa.
La condena a muerte de Franz Desgouttes, un doctor en Derecho de Berna le impresionó hasta el punto de empujarlo a estudiar "el enigma de una existencia tal", como él definió la que aún era llamada "sodomía". Desgouttes fue ajusticiado de una manera espeluzante en la "rueda de Aarwangen" (en el cantón de Berna), donde le despedazaron los huesos el 30 de septiembre de 1817. El doctor había asesinado a su secretario y amante, Daniel Hemmeler, quizá por celos, quizá perturbado a causa del ostracismo social en que había vivido esta relación.
Hössli se casa con Elisabeth Grebel en 1811, con 27 años, y tiene dos hijos varones que emigrarán a América. No se sabe si fue homosexual: Havelock Ellis apuntaba que quizá fuese bisexual. Sí se sabe que fue homosexual su hijo menor, Johann Ulrich, que morirá en 1854 en el barco que lo traía de vuelta a Europa.

Cada tarde, después de cerrar su tienda, Hössli se pone a estudiar y a escribir. Lo hará durante 17 años. Su esfuerzo es extraordinario, considerado el tiempo, la dificultad de encontrar los libros adecuados, su falta de cultura académica, etc. Sin embargo, consigue escribir un primer libro, Eros. Die Männerliebe der Griechen, ihre Beziehungen zur Geschichte, Erziehung, Literatur und Gesetzgebung aller Zeiten (Eros. El amor masculino de los griegos, sus relaciones con la historia, la educación, la literatura y la ley en todas las épocas, Glaris, 1836, publicado por el autor).

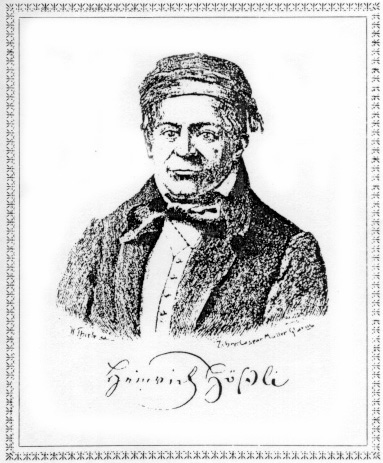
Heinrich Hössli retratado por Caspar Müller en la época de publicación de Eros

Este anónimo personaje que escribe en una localidad perdida entre las montañas suizas será el primero en trazar un paralelo entre la persecución de las brujas y el exterminio de los "sodomitas". También viaja e intenta conocer a personas que le puedan enseñar algo. Estrecha una relación de amistad con el pastor protestante Bernhard Freuler de Wülflingen (actualmente un barrio de Winterthur), quien conoce el latín, el griego, el hebreo y el sánscrito, además de varias lenguas modernas. Es probable que fuera él quien le proporcionara los primeros textos fundamentales para el conocimiento de la sodomía.
En una época en que aún están vigentes la tortura y la pena de muerte que castigan los delitos relacionados con la homosexualidad, este personaje autodidacto afirma con decisión que el amor homosexual no es un vicio, sino un sentimiento sobre el cual se han acumulado "las más grandes mentiras nunca impresas" y que forma parte de la "naturaleza, porque así ha sido siempre y por esta razón no podrá nunca dejar de existir en la misma raza humana". Con estas palabras se expresa en el segundo volumen de Eros, publicado en 1838 por la editorial C. P. Scheitlin de San Galo y casi inmediatamente secuestrado y prohibido en el cantón de Glaris por la intervención de las autoridades eclesiásticas, a las cuales, tras estos hechos, empieza a odiar con pasión.
Su intención era que la obra estuviese compuesta por tres volúmenes, pero nunca consiguió completarla. A pesar de esto, Havelock Ellis define el suyo como el primer intento de afrontar el problema de la homosexualidad desde los tiempos del Banquete de Platón (Studies in the Psicology of Sex, Sexual Inversion).

## Obra
- Heinrich Hössli, Eros. Die Männerliebe der Griechen, ihre Beziehungen zur Geschichte, Erziehung, Literatur und Gesetzgebung aller Zeiten, Rosa Winkel Verlag, Berlín, 1996 (3 volúmenes). ISBN 3-86149-055-2 [No hay traducción castellana]

## Véase también

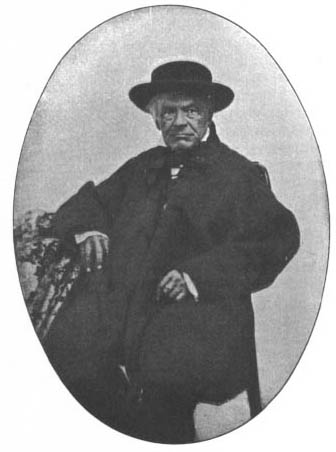
Daguerrotipo de Hössli a edad avanzada.